# Miguel Comminges
Miguel Comminges nacido el 16 de marzo de 1982 (40 años) en Les Abymes , es un futbolista guadalupeño el cual debutó por primera vez como jugador profesional fue en el año 2002 con el club Amiens SC, juega en la posición de defensa. Actualmente milita en el Southend United de Inglaterra.

## Selección nacional
Con la selección de fútbol de Guadalupe disputó la Copa Oro 2007 en Estados Unidos donde llegó a disputar la semifinal contra México.

## Clubes
| Club            | País       | Año       |
| --------------- | ---------- | --------- |
| Amiens SC       | Francia    | 2002-2003 |
| Stade Reims     | Francia    | 2003-2007 |
| Swindon Town    | Inglaterra | 2007-2008 |
| Cardiff City    | Gales      | 2008-2010 |
| Carlisle United | Inglaterra | 2010      |
| Southend United | Inglaterra | 2011-     |